# Guineas fotbollsförbund
Guineas fotbollsförbund, officiellt Fédération Guinéenne de Football, är ett specialidrottsförbund som organiserar fotbollen i Guinea.
Förbundet grundades 1960 och gick med i Caf 1963. De anslöt sig till Fifa år 1962. Guineas fotbollsförbund har sitt huvudkontor i staden Conakry.